# Диалогическая философия
Философия диалога, или диалогическая философия — направление философической мысли, главным объектом которого является диалог. Это направление находится в полемическом отношении к трансцендентальной философии, так как основным объектом в последней является Я, что, следовательно, означает ведение скорее монолога. С позиции представителей диалогической философии фундаментальной характеристикой положения человека в мире является именно отношение Я — Ты, то есть ведение диалога. Начало развития философии диалога как самостоятельной дисциплины — 1920-е годы. Пионерами направления являются М. Бубер, Ф. Розенцвейг .

## Общая характеристика
Стоит различать такие понятия, как диалогизм и непосредственно диалогическая философия. Диалогизм — это скорее название концепций, которой удовлетворяют все разработки ученых в этом направлении, то есть некоторая программа диалогической философии. Само направление философии диалога прежде всего характеризуется совокупностью различных концепций, в которых рассматривается понятие диалога.
Объектом философии диалога является взаимодействие между Я и Ты, внутренним и внешним, своей и чужой культурой. Поэтому диалогическая философия обрела второе рождение в XXI веке, когда в связи с развитием телекоммуникационных технологий произошел так называемый «коммуникационный взрыв», что определило необходимость изучения процессов общения и взаимодействия на новом уровне. Кроме того, вследствие глобализации особое значение приобрело построение диалога в мультикультурных и поликультурных пространствах, к которым можно причислить, например, современную Россию.

## История

### 1920-е годы
Начало и одновременно расцвет диалогической философии пришелся на период после Первой Мировой Войны (вторая половина 1910-х — 1920-е годы). В то время проблема взаимодействия между различными группами людей и преодоления отчуждения стала очень актуальной. После крупнейшего (на тот момент) международного конфликта переосмысление взаимоотношений между людьми заняло умы не только политических деятелей, но и научного, прежде всего — философского, сообщества. Необходимо было понять глубинные причины такой войны и принципы человеческих отношений, чтобы не дать ей повториться. Философия диалога в этом смысле — не что иное, как попытка создать новый способ гуманного мышления. Диалогическая философия предполагает альтруизм, умение слышать других, равноправие. Следовательно, она нацелена на преодоление агрессии, вызванного монологическим, эгоистическим взглядом на мир. 
Неудивительно, что основоположники диалогической философии сами столкнулись с событиями войны лицом к лицу. Так, Ф. Эбнер и М. Бубер родились в Австро-Венгрии и Германии, что и определило их взгляды на мир. Соответственно, диалог — это элемент гуманности, средство установления и поддержания мирных отношений не только между двумя людьми, но и группами людей (страны, организации и т. д.). При этом они впитали в себя наследство религиозной немецкой философии, поэтому эта тема становится одной из центральных в ранней философии диалога: Бог — это связующее звено для всего человечества. В этот период появляются программные работы диалогической философии: «Я и Ты» М. Бубера (1923), «От Я к Другому» Ф. Эбнера.

### Послевоенное время
Диалогическая философия получила новый виток развития после Второй Мировой войны, когда гуманизация, а следовательно, построение диалога, стала общемировым стремлением. К тому же, особую роль начали играть международные организации, главной целью которых было недопущение войны (прежде всего ООН), и поэтому тема построения эффективного диалога между представителями различных культур стала одной из важнейших в научном дискурсе того времени.
В это время появляются работы таких философов, как Г. Марсель и В. С. Библер. Последний создал концепцию диалога культур, которая имеет особенную актуальность в условиях глобализации. Эта концепция отражена в труде «От наукоучения к логике культуры. Два философских введения в двадцать первый век»(М. Издательство политической литературы. 1991 год).

### Современность
Развитие современной диалогической философии происходит в двух направлениях: информативном и личностном. Информативный аспект диалогической философии проявляется в определении диалога как элемента и объекта теории языковых коммуникаций, логики дискурса, инконтрологии и других. Именно это направление является наиболее популярным у представителей современной философии диалога. Если исследуется личностный аспект диалога, то объектом анализа является встреча партнеров по диалогу, а диалог и событие встречи становятся основой для философствования.

### Развитие в России
Философия диалога на постсоветском пространстве, прежде всего в России, стала актуальной после распада СССР, когда отечественные философы получили доступ к западным научным разработкам в этой области. Диалогическая философия стала как никогда актуальной в поликультурном пространстве бывшего СССР и РФ.
В рамках глобализации возрастает значение международного диалога в сфере гуманитарного знания, культуры в целом. Такой диалог усиливает взаимопонимание между народами, дает возможность лучшего познания собственного национального облика. Если в XIX веке в центре научного и публичного дискурса проблема диалога была сфокусирована на Западе, то на данный момент она постепенно смещается к парадигме «Восток-Запад». Это обусловлено тем, что культура восточных стран стала оказывать огромное влияние на представителей Запада. Если прежде представлялось, что культуры Востока и Запада взаимно не пересекаются, то сегодня наметились точки их соприкосновения и взаимовлияния. Речь идет не только о взаимодействии, но также о взаимодополнении и взаимообогащении. В результате на смену диалогическим концепциям М. Бубера и М. М. Бахтина, приходят, например, «универсальный диалог» М. С. Кагана, «диалог культурных миров» Г. С. Померанца, «полилог культур» О. Н. Астафьевой.

## Ведущие представители

### Мартин Бубер
Идеи М. Бубера впервые нашли отражение в его книге «Я и Ты», увидевшей свет в 1923 году.
Одним из вдохновителей Бубера выступил Я. Морено, который впервые предложил термин встреча-столкновение. Это понятие было впоследствии разработано Бубером в его работах. В фокусе обоих авторов находилась идея встречи, но они рассматривали её по-разному: Морено, к примеру, отмечал невозможность нахождения людей в постоянном диалоге и контакте, а также посвящал большую часть своих исследований столкновениям людей с людьми.
Родственными Буберу являются такие философы, как Дж. Г. Мид, Ю. Хабермас, В. Щюц. В подходе Бубера теория коммуникативного действия и диалогическая философия соприкасаются в описании коммуникации как итерации. Кроме того, он указал на то, что у человека есть потребность в коммуникации как таковой.
Также отмечается сходство в философии Бубера и Бахтина (в некоторых источниках говорится о «трех Б» диалогической философии, в котором указывают ещё и на Библера). Так, сходны труды «Я и Ты» и «Проблемы поэтики Достоевского». Бахтин — не только аналитик творчества Достоевского, в его строках читается искреннее восхищение стилем и идеями последнего. Именно эти умозаключения Бахтина по творчеству великого русского писателя и есть «зеркало» философии Бубера. Диалог у обоих авторов — не только способ общения, но и способ существования личности, только в диалоге человека может раскрыться, обрести себя. Из вчувствования в другого человека идет открытие себя, и наоборот.
Главными трудами М. Бубера являются:
- «Я и Ты» (1923)
- Проблема человека (1947)
- Два образа веры
- Образы добра и зла

### Франц Розенцвейг
Согласно рассуждениям Ф. Розенцвейга, любой рассказ или описание — это элемент не монологической, а диалогической речи. Это замечание очень важно для представителей диалогической философии, так как риторика разговора является не чем иным, как содержанием всего направления. Диалог предполагает «вторую сторону» разговора, которое выражается в «Ты», «Другом». Это выступает одной из главных характеристик нового мышления. В контексте общения и нового мышления существует понятие «доверия опыту», в ходе которого происходит встреча с другим. Мышление означает здесь мышление ни для кого и речь, ни к кому не обращенную (при этом слово «никто» можно по желанию заменить словом «все», то есть тем самым пресловутым «обществом»), речь же означает речь, обращенную к кому-то, и мышление для кого-то. И этот кто-то всегда является кем-то совершенно определённым, у кого есть не только уши, как у общества, но и рот.
Франц Розенцвейг выступал против субъективизма. Он отмечал, что стремление философии понять «целое», «все», «общее» приводит к тому, что это «все» становится содержанием мысли; разум скрывает в себе мир и в итоге — начинается самим собой, своей историей. Мысль Розенцвейга оказала большое влияние на еврейские религиозные круги, прежде всего через его сподвижников, намного переживших его (М. Бубер, А. Э. Симон, Н. Глатцер, и других). После Второй мировой войны идеи Розенцвейга получили распространение среди еврейской молодежи США, стремящейся вернуться к религии, не порывая связи с современной культурой. Важную роль в этом сыграло исследование-антология Н. Глатцера «Франц Розенцвейг: его жизнь и мысль» (на английском, 1953), в котором приведено много фрагментов произведений Розенцвейга.
Главные труды:
- «Гегель и государство» (1920);
- «Звезда спасения» (1921);
- «Я и Другой».

### Габриэль Марсель
Габриэль Марсель не умаляет важности «Я» при построении диалога — он приводит Я и Ты к равному положению, актуализируя проблему взаимности. Основным критерием гуманности в таком случае является открытость индивида, расположенность к ведению беседы. Деятельное сознание проявляется именно в диалоге.
Такое понимание проблемы «я» и «другой» отличалось, в частности, от позиции Э. Левинаса, который, исходя из сознания изначальной вины Я перед Другим, служения Другому, развил многие из идей Марселя в направлении морального ригоризма. Другая важная проблема — проблема самоидентификации.
Экзистенция, согласно Марселю, интерсубъективна по своей структуре. Интерсубъективный характер носит не только общение с другими, но и взаимоотношение с собой, с множественностью «я», ввиду нетождественности человека себе как в настоящем, так и в разные периоды его жизни. Для Марселя выход из этого лабиринта изменчивости, чреватого отрицанием тождества личности, — Другой, его опосредующая роль, связывающая прошлое человека с его настоящим. Каждый для себя есть «мы», он может быть собой лишь благодаря этой множественности.
Путь, который ведет к другому, пролегает через глубины собственного «я», но их выявляет не интроспекция, с её ограниченными ресурсами, а опыт в широком смысле слова, то есть испытание себя при соприкосновении с жизнью, когда оказываются задействованными самые различные, подчас наиболее обескураживающие свойства человеческой натуры. Опыт общения в душе с «другим собой», с которым приходится постоянно восстанавливать контакт, тесно связан с проблемой рефлексии над собой. Высшая ступень рефлексии — вторичная рефлексия (в отличие от рефлексии первичной, аналитической, направленной на свой предмет как на внешнее) — основывается на душевной сосредоточенности, собранности. Внутренняя собранность отнюдь не ведет к замыканию в себе: напротив, в результате её человек оказывается более открыт, доступен чувству справедливости и сопричастности; это как бы собирание воедино внутреннего опыта. На этой стадии то, что рассматривалось как «проблема» (то есть как нечто внешнее, безучастное по отношению к человеку и несущественное для него), начинает восприниматься как «таинство» — нечто неотделимое от него, всецело объемлющее его состояние.
Основными трудами являются:
- Метафизический дневник;
- Присутствие и бессмертие;
- Опыт конкретной философии

## Критика
Как и любое другое философское направление, диалогическая философия имеет не только сторонников, но и критиков.
Например, польско-швейцарский философ Ю. Бохеньский считает, что диалог сам по себе не может являться объектом философского дискурса. Более того, он называл рост интереса ученых к диалогу «суеверием».
Критик полемизирует с представителями философии диалога с помощью двух выводов:
- Диалог не является критерием существования человека и его деятельности, человек теоретически может вести жизнь, не вступая в контакт и не обмениваясь мыслями с другими людьми;
- «Великие» люди в большинстве случаев творили в одиночестве, поэтому можно сделать вывод о том, что диалог — это помощь изначально слабым людям, которые не способны на самостоятельную деятельность. Это обеспечивает популярность диалога в обществе: людям внушают, что они не могут жить вне общества, поэтому они из страха вынуждены строить коммуникацию. Люди слабеют и не могут самостоятельно определять свою судьбу.